# Полуй
Полуй (рос. Полуй) — річка у Росії, права притока Обі, тече на заході Ямало-Ненецького автономного округу.

## Фізіографія
Полуй починається злиттям річок Глибокий Полуй (зліва) і Сухий Полуй (праворуч) у Приуральському районі Ямало-Ненецького автономного округу. Обидві складові беруть початок на північному схилі вододільної височини Сибірських Увалів на висоті 110—120 м, біля кордону з Ханти-Мансійським автономним округом. Від початку Полуй тече по північному заходу Західно-Сибірської низовини переважно у північному напрямку, поступово відхиляючись до заходу; в низов'ях він вже тече на захід — північний захід. Річка тече у широкій долині по заболоченій і покритій безліччю дрібних озер місцевості. Русло дуже звивисте, в низов'ях часто розгалужується на рукави. На всьому протязі Полую лівий берег плоский, тоді як правий, північний берег різко підіймається над рівнем річки на висоту до 100 м.
За 20 км до гирла Полуй протікає через озеро Великий Полуйський Сор, яке залежно від рівня води може мати площу до 40 км². Полуй впадає в правий рукав Обі, який в цьому місці має ширину близько 2 км, в безпосередній близькості від Салехарда, на висоті 2 м над рівнем моря. У гирлі Полуй має понад 300 м завширшки і глибину до 8 м; швидкість плину 0,6 м/с.
Найбільші притоки: Някхоба і Великий Єпседей зліва, Хадияха, Танопча і Сармік'яха — справа.

## Гідрологія
Довжина річки 369 км (з Глибоким Полуєм — 635 км), площа басейну 21 000 км². Середньорічний стік, виміряний за 162 км від гирла біля поселення Янгиюган у 1948—1952 роках, становить 139 м³/с. Багаторічний мінімум стоку спостерігався у березні (36 м³/с), максимум — у травні (392 м³/с).
Полуй замерзає у жовтні, скресає у травні. Живлення снігове і дощове.

## Інфраструктура
Полуй судноплавний на 202 км від гирла. Використовується для лісосплаву.

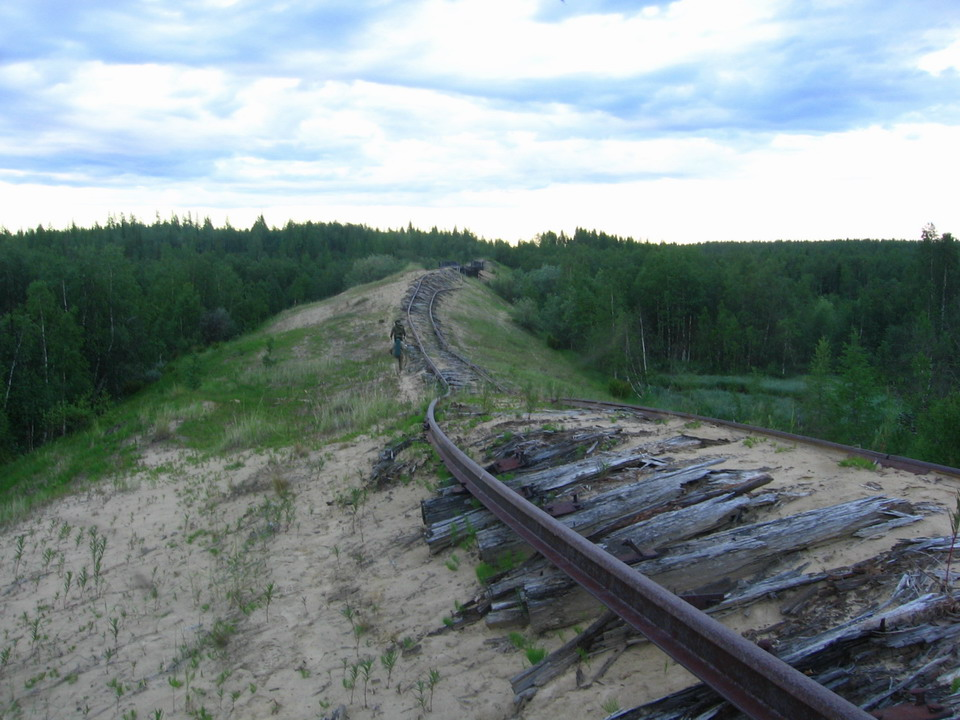
Залишки Трансполярної магістралі між Салехардом і Надимом, вересень 2004.

Басейн Полую знаходиться повністю в межах Приуральського району Ямало-Ненецького автономного округу. Місцевість удовж річки дуже рідко населена. Окрім міста Салехард (населення 41 563 особи) у гирлі на річці існує лише село Зелений Яр (269 осіб), розташоване у низов'ях.
Розробка родовищ нафти та природного газу у басейні Полую не ведеться, але річку та її витоки перетинають нафто- і газопроводи, які ведуть з регіону Надима і Нового Уренгоя в напрямку Урая.
По правому берегу нижньої та середньої течії Полую у безпосередній близькості від річки проходить приблизно 200-кілометровий відрізок недобудованої і занедбаної Трансполярної магістралі Чум — Салехард — Ігарка, яка у 1947—1953 роках будувалася за наказом Сталіна силами в'язнів ГУЛАГу. Після припинення будівництва у 1955 і скасування прокладеної паралельно залізниці телефонної лінії до Надима у 1976 залізничне полотно було частково розібране, частково зруйнувалося через відсутність ремонту. Автодорога від Салехарда до Надима, через відсутність мостів проїзна лише взимку, частково проходить по трасі колишньої залізниці. Після відкриття Уренгойського газового родовища у 1960-х роках регулярно поставало питання про відновлення будівництва. Станом на 2009 рік існує проект будівництва залізниці від Салехарда до Надима і моста через Об у Салехарді.